# Anders Henriksson (borgmästare)
Anders Henriksson, död 8 november 1520 i Stockholm, var en svensk borgmästare.

## Biografi
Anders Henriksson var från 1506–1508 kvartmästare i östra kvarteret. Han blev 1508 föreståndare för Sankt Görans hospital och 1509 rådman och kämnär. Anders Henriksson blev 1510 rättafogde och satt i rätten 1510, 1513 och 1517. Han blev 1511 skottherre och var från 1512–1513 föreståndare för kruthuset och bössorna. Anders Henriksson satt mellan 1514–1516 för stadens räntor och blev 1517 borgmästare i Stockholm efter Jöns Jonsson, samt satt i rätten 1519. Han avrättades 8 november 1520 i Stockholms blodbad.

### Familj
Anders Henriksson var gift med Anna.